# 신후지역 (홋카이도)
신후지역(일본어: 新富士駅)은 일본 홋카이도 구시로시에 있는 홋카이도 여객철도의 역이다. 역 번호는 K52이며, 섬식 승강장 1면 2선의 구조를 지닌 지상역이다. 이 곳에 있는 일본화물철도의 역은, 구시로 화물역으로 칭한다.

## 구시로 화물역
JR 화물의 구시로 화물역은, 여객역 북쪽 출구의 동쪽에 있다. 1면 1선의 컨테이너 승강장이 있고, 컨테이너 하역선은 발착선 하역방식을 도입한 발착선으로 되어 있다. 그 외, 하역선의 남쪽에도 발착선 (1번선), 여객 승강장 남쪽에 2선(4·5번선)이 있다. 영업 창구의 JR 화물 구시로 영업소가 역 구내에 놓여지고 있다.

### 취급하는 화물의 종류
이 역은, 컨테이너 및 차급화물의 취급역이다.
컨테이너 화물은, JR 규격의 12ft · 20ft · 30ft 컨테이너와, ISO 규격의 20ft · 40ft 해상 컨테이너를 취급하고 있다. 취급품은, 발송화물로는 유제품이나 설탕, 어패류, 종이 등이 주요한 것. 탱크 컨테이너에 의한, 생우유의 발송도 행해지고 있지만, 도마코마이역부터 탱크 컨테이너로 도시 가스용 액화 천연가스가 도착되고 있다.

## 이용 현황
| 연도     | 발송 컨테이너 화물 | 발송 차급화물 | 도착 컨테이너 화물 | 도착 차급화물 |
| 2005년도 | 96,647t            | 400t          | 87,841t            | 400t          |
| -------- | ------------------ | ------------- | ------------------ | ------------- |

## 역 주변
- 구시로 신용금고 니시미나토 지점
- 호쿠요 은행 구시로토조 지점
- 홋카이도 은행 돗토리 지점

## 인접 정차역
| 홋카이도 여객철도 네무로 본선 | 홋카이도 여객철도 네무로 본선 | 홋카이도 여객철도 네무로 본선 |
| ----------------------------- | ----------------------------- | ----------------------------- |
| K51 신오타노시케 신토쿠 방면  | 네무로 본선                   | 구시로 K53 네무로 방면        |